# Dietrich Gradmann
Dietrich Gradmann (* 3. Juni 1940 in Ravensburg; † 15. Dezember 2022 in Tübingen) war ein deutscher Pflanzenphysiologe und Biophysiker.

## Leben
Der Sohn von Hans Gradmann und Enkel von Robert Gradmann studierte von 1959 bis 1967 Biologie, Chemie, Physik sowie Mathematik an der Universität Tübingen und promovierte dort 1970 über die Elektrophysiologie der Meeresalge Acetabularia. Während seines Studiums in Tübingen wurde er Mitglied der Tübinger Königsgesellschaft Roigel.
Nach Forschungsaufenthalten an der Université de Sherbrooke in Québec, der Yale University, der Universität Tübingen und am Max-Planck-Institut für Biochemie wurde der Heisenberg-Stipendiat 1984 als Universitätsprofessor an die Universität Göttingen berufen, wo er bis zu seiner Pensionierung 2005 die Abteilung für Biophysik der Pflanze leitete. Er lebte danach in Tübingen.
Gradmanns theoretische und experimentelle Arbeiten befassten sich mit der numerischen Modellierung der elektrischen Eigenschaften von Membranproteinen (Ionenkanäle, Ionenpumpen und Kotransporter). Er beteiligte sich kritisch an der Debatte zur  Pflanzenneurobiologie.
Seine Untersuchungen legen u. a. nahe, dass Aktionspotentiale von Biomembranen ursprünglich ein Begleitphänomen osmoregulatorischer Vorgänge in Einzellern waren. Demnach dürften sich die Mechanismen elektrischer Signaltransduktion in Metazoen und in manchen Gefäßpflanzen unabhängig voneinander evolutionär herausgebildet haben.